# Гуричев
Гуричев (Гуречевъ, Гюричевъ) — летописный город Черниговского княжества на правом берегу реки Десна. Впервые упоминается в Ипатьевской летописи под 1152 годом. Отождествляется с городищем у села Бобровица (ныне в пределах Чернигова), в 3 км к северу от древнего предградья. Городище, находившееся на высоком мысу на правом берегу Десны, подмыто рекой и уничтожено. С юга и запада к городищу прилегали открытые посады, на территории которых в XVIII веке случайно найден клад ювелирных украшений. К северу от городища был расположен не сохранившийся курганный могильник.
Гуричев возник на рубеже XI—XII веков как северный форпост Чернигова на пути в Новгород-Северский. Это был небольшой укреплённый пункт, название которого производно от имени Гюргий (Юрий). В 1152 году возле Гуричева расположился лагерь войска владимиро-суздальского князя Юрия Долгорукого и новгород-северского князя Святослава Ольговича, которые из него руководили осадой Чернигова. Осенью 1239 года Гуричев был сожжён войсками хана Батыя и перестал существовать.